# Барневальд, Отто
Генрих Отто Барневальд (нем. Heinrich Otto Barnewald; 10 января 1896, Лейпциг, Королевство Саксония, Германская империя — 13 апреля 1973, Рейнхаузен, ФРГ) — штурмбаннфюрер СС, начальник административного отдела в различных концлагерях.

## Биография
Отто Барневальд родился 10 января 1896 года в семье машиниста. После окончания школы с 1910 по 1913 год работал у судебного пристава, а затем получил коммерческое образование. С 1913 года служил в прусской армии и, будучи солдатом, принимал участие в Первой мировой войне. В 1919 году был демобилизован, с 1922 года был подсобным рабочим. Впоследствии Барневальд стал торговым представителем и с 1928 по 1933 год был безработным.
1 августа 1929 года вступил в НСДАП (билет № 149640) и Штурмовые отряды (СА). В 1931 году был зачислен в ряды СС (№ 6469). С 1934 года служил в частях усиления СС, где был занят в  административной сфере. С 1938 года был начальником административного отдела в концлагере Маутхаузен, а с 1940 года занимал такую же должность в концлагере Нойенгамме. В январе 1942 года был переведён в концлагерь Бухенвальд, где стал начальником административного отдела и оставался на этой должности до 11 апреля 1945 года.
Задачи Барневальда в области управления включали в себя снабжение и распределение продуктов питания, одежды и предметов первой необходимости. Таким образом, он был ответственным за катастрофическое положение заключённых в концлагерях.

### После войны
В мае 1945 года был арестован военнослужащими армии США и интернирован. Барневальд проходил обвиняемым на Бухенвальдском процессе, которой длился с 11 апреля по 14 августа 1947 года. Ему вменялось в вину недостаточная закупка и распределение предметов первой помощи, что способствовало плохому снабжению заключённых. Кроме того, он несколько раз избивал узников палками и плётками. Один из свидетелей заявил, что он должен был присутствовать при казни военнопленных. Барневальд отрицал обвинение и лишь подтвердил, что действовал по указаниям из Берлина. 14 августа 1947 года он был приговорён к смертной казни через повешение. В 1948 году смертный приговор был заменён на пожизненное заключение. 28 июня 1954 года был освобождён из Ландсбергской тюрьмы и умер в 1973 году.